# Saison cyclonique 2019-2020 dans l'océan Indien sud-ouest
La saison cyclonique 2019-2020 dans l'océan Indien sud-ouest devait s'étendre officiellement du 15 novembre 2019 au 30 avril 2020, à l'exception de l'île Maurice et des Seychelles, dont la saison se terminerait le 15 mai 2020. Ces dates délimitent traditionnellement la période de l'année durant laquelle la plupart des cyclones tropicaux et subtropicaux se forment dans le bassin qui est à l'ouest de 90° E et au sud de l'équateur. La formation de cyclones dans ce bassin est surveillée par le Centre météorologique régional spécialisé de La Réunion. Le premier système de cette saison est la zone perturbée 01 qui s'est formée brièvement entre le 22 et le 24 juillet. Cette saison est marquée par le cyclone tropical très intense Ambali, qui est le cyclone de l'hémisphère Sud à s'être aussi rapidement intensifié depuis 1980. Le dernier système de la saison est la tempête tropicale modérée Jeruto, se dissipant le 16 avril 2020.

## Prévisions
Au cours du mois de novembre le CMRS de la Réunion a émis ses prévisions pour la saison, elles prédisent de 8 à 11 tempêtes nommées et entre 4 et 7 de celles-ci pourrait devenir des cyclones tropicaux. La probabilité serait de 40 % donc pour une saison proche de la normale mais il y avait 30 % de chances qu'elle soit plus, soit moins active. Les prévisionnistes ajoutèrent que la formation des systèmes seraient plus propice proche des terres habitées qu'en plein milieu de l'océan.

## Nom des tempêtes
Dans le sud-ouest de l'océan Indien, les dépressions tropicales et les dépressions subtropicales dont la vitesse du vent est estimée à au moins 65 km/h par le Centre Météorologique Spécialisé Régional de La Réunion (CMRS de La Réunion) se voient généralement assigner un nom. Cependant, ce sont les centres sous-régionaux de conseil pour les cyclones tropicaux de l'île Maurice et de Madagascar qui nomment les systèmes. Le Centre de l'île Maurice nomme une tempête si elle s'intensifie en une tempête tropicale modérée entre 55° E et 90° E. Si au contraire un cyclone s'intensifie en une tempête tropicale modérée entre 30° E et 55° E, le Centre sous-régional de Madagascar attribue le nom approprié à la tempête.
À partir de la saison 2016-17, les listes de noms dans le sud-ouest de l'océan Indien seront alternées sur une base triennale. Les noms de tempêtes ne sont utilisés qu'une seule fois, de sorte que tout nom de tempête utilisé cette année sera retiré de la rotation et remplacé par un nouveau nom pour la saison 2022-23. Les noms inutilisés devraient être réutilisés dans la liste pour la saison 2022-23.
| CTTI | Ambali   |
| CT   | Belna    |
| CT   | Calvinia |
| FTT  | Diane    |

| TTM | Esami     |
| TTM | Francisco |
| CT  | Gabekile  |
| CTI | Herold    |

| CT   | Irondro |
| TTM  | Jeruto  |
| Inc. | Kundai  |
| Inc. | Lisebo  |

| Inc. | Michel  |
| Inc. | Nousra  |
| Inc. | Olivier |
| Inc. | Pokera  |

| Inc. | Quincy  |
| Inc. | Rebaone |
| Inc. | Salama  |
| Inc. | Tristan |

| Inc. | Ursula |
| Inc. | Violet |
| Inc. | Wilson |
| Inc. | Xila   |

| Inc. | Yekela |
| Inc. | Zaina  |

| CTTI | Ambali   |
| CT   | Belna    |
| CT   | Calvinia |
| FTT  | Diane    |

| TTM | Esami     |
| TTM | Francisco |
| CT  | Gabekile  |
| CTI | Herold    |

| CT   | Irondro |
| TTM  | Jeruto  |
| Inc. | Kundai  |
| Inc. | Lisebo  |

| Inc. | Michel  |
| Inc. | Nousra  |
| Inc. | Olivier |
| Inc. | Pokera  |

| Inc. | Quincy  |
| Inc. | Rebaone |
| Inc. | Salama  |
| Inc. | Tristan |

| Inc. | Ursula |
| Inc. | Violet |
| Inc. | Wilson |
| Inc. | Xila   |

| Inc. | Yekela |
| Inc. | Zaina  |

## Déroulement de la saison

### Un début précoce
La saison a démarré plutôt tôt, avec une zone perturbée qui s'est formée à l'Est de Rodrigues le 22 juillet. Celle-ci a atteint son pic d'intensité le lendemain, avec des vents de 45 km/h et une pression minimale de 1001 hPa. Ce système devait au départ donner lieu à une tempête tropicale modérée, mais l'augmentation du cisaillement du vent a fait que le système a dégénéré en une dépression résiduelle le 25 juillet, au large de Rodrigues.

### Un novembre vierge et un début de saison tonitruant
La suite est caractérisée par un mois de novembre vierge, une première depuis la saison 2011/2012. Mais le redémarrage de l'activité ne s'est pas fait attendre et dès le 3 décembre, dans un contexte ondulatoire ultra favorable (4 systèmes étant sous surveillance dans les océans Indien Nord et Sud), une nouvelle zone perturbée s'est formée, à 100 km au Sud-Ouest des Seychelles. Du même côté, à environ 1000 km à l'Est, une nouvelle zone suspecte a été mise sous surveillance du CMRS de la Réunion et s'est transformée en dépression tropicale 03 avant même la zone perturbée 02.
Le surlendemain, la zone perturbée 02 s’était transformée en dépression tropicale 02, et avait changé de direction et menaçait le nord-ouest de Madagascar. La dépression tropicale 03, s'est transformée en tempête tropicale modérée Ambali le 4 décembre à 6 h UTC, puis 6 heures plus tard, en forte tempête tropicale. Mais, une nouvelle intensification ultra-rapide transforma directement Ambali en cyclone tropical intense avec des vents de 165 km/h et une pression de 962 hPa. Du côté de 02, elle est devenue une tempête tropicale modérée en même temps sous le nom de Belna. 
Ambali va entrer dans les annales, en devenant, le 6 décembre à 0 h UTC, un cyclone tropical très intense, avec des vents soutenus de 220 km/h sur 10 minutes et une pression de 930 hPa. C'est la plus rapide intensification pour un cyclone tropical de l'hémisphère Sud depuis 1980, puisqu'en moins de 18 heures, Ambali est passé du stade de tempête tropicale modérée au stade de cyclone tropical très intense, a perdu 60 hPa et a gagné 155 km/h sur l'intensité de ses vents. Belna, éclipsée par Ambali, allait de son côté plus lentement, et devenait en même temps une forte tempête tropicale.
Ambali est un Hellen-bis (voir saison 2013-2014), en effet, elle se détériore aussi rapidement qu'elle s'est intensifiée, car 12 heures plus tard, elle était redevenue un cyclone tropical, puis 12 heures plus tard, une forte tempête tropicale. Le 8 décembre à 0 h Ambali a été reclassée comme dépression résiduelle et s'est dissipée. De son côté, Belna est devenue un cyclone tropical qui s'est intensifié pour frôler le stade du cyclone tropical intense juste avant de toucher la côte nord-ouest de Madagascar le 9 décembre à 16 h UTCh UTC, provoquant le décès d'au moins 9 personnes et la disparition de 3 autres.

### Calme relatif de la mi-décembre à la mi-janvier
Après Belna, l'activité se calma mais reprit avec le système baptisé Calvinia, issue d'un creux de mousson, qui s'est formée le 28 décembre à 850 km de la Réunion, celle-ci s'est d'ailleurs rapproché des îles sœurs (La Réunion et Maurice) tout en s'intensifiant en une forte tempête tropicale avant de frôler l'Île Maurice. Après avoir terminé sa boucle aux alentours de 80 km au sud-est de Maurice et ayant un temps menacé un passage direct sur l'île, le système a commencé à s'affaiblir, et se dissipa lors de la journée du Nouvel An pour apporter de nouveau une période de calme sur l'océan Indien Sud-Ouest.

### Regain d'activité fin janvier
Après une longue période de calme, le CMRS de la Réunion a commencé à suivre 3 zones suspectes dès le 15 janvier. Le 22 janvier, une de ces zones était considérée comme inapte à une intensification en une tempête tropicale. La veille, l'une des deux zones restantes s'est transformée en une zone perturbée nommée 05 et le lendemain, le 22 janvier donc, la dernière de ces zones se transforma également en une zone perturbée nommée 06. La Zone perturbée 05 est brièvement passé sous le statut de dépression tropicale mais s'est complètement disloquée 12 heures plus tard, et Météo-France a émis son dernier bulletin. Pendant ce temps-là, la Zone perturbée 06 touchait Madagascar, provoquant des pluies diluviennes et le décès de 36 personnes.
Dans le même temps, entre la dépression tropicale 05 et la zone 06, devenue la tempête tropicale modérée Diane, une nouvelle zone perturbée s'est développée. Elle s'est intensifiée en une dépression tropicale, 07, puis la tempête tropicale Esami le 25 janvier. Diane, de son côté, est passé à 40 km au nord de Cap Malheureux, à Maurice, provoquant de fortes pluies mais pas de vents importants car ces derniers étaient concentrés dans la partie Nord de la tempête. Diane est devenue une forte tempête tropicale le 26 janvier. Diane et Esami sont toutes deux devenues extra-tropicales plus tard le même jour.
Dix jours plus tard, une nouvelle tempête tropicale s'est formée à l'est des Mascareignes. Cette dernière, Francisco, n'a pas survécu longtemps et s'est dissipée deux jours plus tard, le 7 février. Cependant, ses restes ont dérivé vers l'ouest pour redevenir une dépression tropicale près de la côte est de Madagascar le 13 février et une tempête tropicale modérée juste avant de toucher l'île le 15 février, laissant des pluies abondantes. Pendant ce regain, la tempête tropicale Gabekile s'est développée bien à l'est de toute terre et est même devenue durant peu de temps un cyclone tropical le 16 février. Cependant, ce système s'est dissipé à partir du 18.

### Pause et redémarrage mi-mars
Après 1 mois de pause après la tempête tropicale Gabekile, l'activité redémarre le 12 mars avec une zone suspecte suivie de longue date par le CMRS de la Réunion qui est devenue une zone perturbée. Cette zone perturbée s'est rapidement développée en une dépression tropicale le 13 mars, puis baptisée Herold le même jour par les services météorologiques de Madagascar, où Herold tua 4 personnes à cause des inondations provoquées par des pluies torrentielles. Le lendemain, le CMRS de la Réunion déclara que Herold était devenu une forte tempête tropicale, et sa trajectoire pourrait menacer l'île Maurice ainsi que Rodrigues. Le 15 mars au soir, Herold est devenu un cyclone tropical et le lendemain, a atteint son pic d'intensité comme un cyclone tropical intense, et frôla Rodrigues où il provoqua quelques dégâts. Herold finit sa course au centre sud du bassin, et est devenu le 19 mars purement tropical.
À la suite de Herold, seuls deux systèmes, Irondro et Jeruto se succédèrent en restant en mer, ne causant aucun dommage, jusqu'à la fin de la saison cyclonique, le 16 avril 2020.

## Cyclones tropicaux

### Zone perturbéeUn
À la mi-juillet, une large circulation du vent s’est formée sur le centre de l’océan Indien, accompagnée d’une profonde convection. Certains modèles suggèrent la possibilité que la partie sud de ce système s’organise en cyclone tropical. Météo-France a d’abord estimé un "très faible" risque qu’une tempête tropicale modérée se matérialise à partir de la grande circulation près de Diego Garcia. En raison du fort cisaillement du vent, l’environnement est resté défavorable au développement tropical. Le 22 juillet, Météo-France a commencé à surveiller le système en tant que Zone perturbée, le mouvement du système était initialement vers le sud. Une diminution temporaire du cisaillement du vent le 23 juillet a fourni une brève période propice à une intensification, et le système s’est renforcé jusqu’à son pic d'intensité de 45 km/h ce jour-là. Cependant, le centre de la perturbation est resté mal défini et sans averses et orages. Bien que la perturbation devait initialement se renforcer pour devenir une tempête tropicale, une augmentation du cisaillement du vent a empêché le système de s'intensifier davantage et a causé la désorganisation du champ de vent. Le système a tourné vers l’ouest le 24 juillet et a fini par dégénérer en une dépression résiduelle au nord-est de Rodrigues le 25 juillet. Ces restes ont persisté pendant une autre journée avant de se dissiper entièrement,.

### Cyclone tropical très intenseAmbali
Alors que Belna se développait progressivement à partir d’un creux barométrique allongé, une autre zone de convection s’est formée le long du même creux entre les Seychelles et l’archipel des Chagos au début de décembre. Le système s’organisa rapidement, formant des bandes de pluie autour d’un centre de circulation le 3 décembre. Le lendemain, le système a été classé comme zone perturbée, puis rapidement comme dépression tropicale 03 à la suite d'une augmentation significative de la convection près de son centre . Le 5 décembre à 06h UTC, elle s'est transformée pour devenir la première tempête modérée de la saison avec des vents de 65 km/h et une pression minimale de 998 hPa.
Il s'ensuivit une période d'intensification rapide puisque 6 heures plus tard, Ambali devenait une forte tempête tropicale avec des vents de 95 km/h sur 10 minutes et une pression centrale de 990 hPa avec un déplacement vers le sud-ouest à 12 km/h. Elle ne présentait cependant aucune menace pour les terres habitées. À 15 h UTC, le JTWC (Joint Typhoon Warning Center), a reclassé Ambali en cyclone tropical équivalent à un ouragan de catégorie 1 dans l'échelle de Saffir-Simpson avec des vents de 130 km/h sur 1 minute (alors que le CMRS de La Réunion utilise les vents sur 10 minutes pour ce bassin océanique en accord avec l'OMM). 
Se déplaçant dans un environnement très favorable avec des eaux presque à 30 °C, une intensification rapide s’ensuivit accompagnée de la formation d’un œil. Ainsi, à 18 h UTC, l'intensification devint extra-explosive avec une augmentation de 75 km/h des vents d'Ambali en 6 heures, et MFR surclasse Ambali en cyclone tropical intense avec des vents de 165 km/h et une pression minimale de 962 hPa.
L'intensification ultra-rapide se poursuivit et Ambali déjoua tous les pronostics puisqu'à 0 h UTC le 6 décembre (minuit local le 5 décembre), il atteignit le stade ultime du cyclone tropical très intense avec des vents de 220 km/h sur 10 minutes et une pression centrale de 930 hPa. Ainsi, en moins de 18 heures, Ambali est passé du stade de tempête tropicale modérée au stade de cyclone tropical très intense en se creusant de 60 hPa et ses vents gagnant 155 km/h, c'est donc la plus rapide intensification pour un cyclone tropical de l'hémisphère Sud depuis 1980.
Douze heures plus tard, à la suite d'une forte dégradation de ses bandes orageuses, Ambali était déjà redescendue au stade de cyclone tropical, sa pression ayant remonté jusqu'à 968 hPa et ses vents diminués à 150 km/h. Il est redescendu au stade de forte tempête tropicale le 7 à 6 h UTC, puis à celui de tempête tropicale modérée 6 heures plus tard. Enfin, le 8 décembre à 0 h UTC, le CMRS de la Réunion considéra Ambali comme une dépression résiduelle et a émis son dernier bulletin.

### Cyclone tropicalBelna
Le CMRS de la Réunion a commencé à mettre en évidence le potentiel de développement de Belna dans ses bulletins quotidiens le 25 novembre, notant une augmentation de l’activité orageuses à l’ouest des Seychelles. Aidé par le passage d’une onde de Kelvin et d’une période favorable de l’oscillation de Madden-Julian, un large creux barométrique a commencé à prendre forme dans l’activité de la zone de convergence inter-tropicale (ZCIT), s’étendant à travers l’équateur. Les projections à partir de modèles informatiques sont restées en désaccord sur l’avenir du système à cause du développement concomitant d’une perturbation tropicale dans le nord-ouest de l’océan Indien le long du même creux.
Pourtant, le 28 novembre, le CMRS de la Réunion a commencé à suivre cette zone suspecte au nord des Seychelles et se décalant lentement vers le sud. La probabilité augmenta pour devenir importante le 2 décembre. Le lendemain, le CMRS trouvait la zone suspecte assez organisée pour la nommer en zone perturbée Deux. À 0 h UTC le 5 décembre (minuit local le 4 décembre), 02 devenait une dépression tropicale.
Météo Madagascar a placé le nord-ouest du pays en alerte verte, puisque la future Belna se dirigeait vers Madagascar en tant que cyclone tropical,. À 18 h UTC, 02 est devenue une tempête tropicale modérée avec des vents de 75 km/h et une pression de 998 hPa. Belna franchissait ensuite le stade de la forte tempête tropicale à 0 h UTC le 6 décembre. Météo-France a décidé donc de placer Mayotte en pré-alerte cyclonique.
Le 7 décembre à 6 h UTC, Belna était devenue un cyclone tropical avec une pression de 976 hPa et des vents de 130 km/h, équivalent d'un ouragan de catégorie 2 sur l'échelle de Saffir-Simpson puisque le JTWC classait Belna à 6 h UTC le 7 avec des vents soutenus sur une minute de 160 km/h. À la suite de l'intensification de Belna, Madagascar a placé plusieurs districts et régions en alerte cyclonique jaune, alors que Mayotte restait en pré-alerte cyclonique. Du personnel de la sécurité civile venant de la Métropole et de La Réunion ont été appelés en renfort à Mayotte pour aider aux préparations du passage de Belna et l'alerte orange cyclonique a été déclenchée à 14h15 locale le 7 décembre.  
Le lendemain, à 16 h locale, le préfet de Mayotte a décidé de déclencher l'alerte cyclonique rouge en raison du passage de Belna à environ 80 km à l'Est de l'île et ce dernier l'a levée 6 heures plus tard après que Belna soit passée à 100 km à l'Est. En même temps, Madagascar a placé le nord-ouest du pays le 9 décembre à 6 h UTC en alerte rouge, alors que Belna devait toucher ses côtes vers 13 h UTC.
Du point de vue météorologique, Belna s'est affaibli avec des vents le 9 décembre à 12 h UTC de 130 km/h et une pression minimale de 976 hPa. A 15 h UTC, le cyclone tropical Belna touchait la côte à proximité de Soalala en s'étant intensifiée de façon spectaculaire au moment de son arrivée, frôlant le stade du cyclone tropical intense et provoquant des pluies diluviennes,,. La tempête a alors commencé à s'affaiblir en se dirigeant vers l'intérieur des terres, parallèlement à la côte ouest de Madagascar. À 12 h UTC le jour suivant, les vents de Belna avaient diminué sous les seuils de dépression tropicale. La trajectoire s'est courbée vers le sud-est sur Madagascar et la convection profonde associée au cyclone s'est dissipée le 11 décembre. Le CMRS a publié sa dernière mise à jour du système plus tard dans la journée alors que le centre était au-dessus de la Haute Matsiatra et les restes se sont ensuite éloignés en mer.
Les fortes pluies et des vents forts ont frappé Boeny avant la tempête. La plupart de la région de Soalala, où Belna a touché terre, fut inondée. Des maisons et des bâtiments gouvernementaux ont été endommagés dans la ville, dont 650 maisons,. Des vents violents ont endommagé les toits de 80% des résidences et des bureaux gouvernementaux. Les dégâts causés aux maisons ont déplacé 1 400 personnes, les forçant à chercher refuge dans les mosquées, les bureaux et les écoles. En dehors de Soalala, 900 autres personnes sont devenues sans abri. L'hôpital de la ville a été inondé d'eau de mer à la suite de l'effondrement d'une digue de protection. Au total, 2 personnes ont été tuées et 1 400 autres ont été sinistrées. Les pertes économiques dues au cyclone sont estimées à 25 millions de $.

### Cyclone tropicalCalvinia
Depuis la semaine précédant Noël, le CMRS de la Réunion commençait à suivre un Talweg de Mousson situé au nord des Mascareignes. Finalement, le 28 décembre, le CMRS de la Réunion a commencé à émettre des bulletins sur une zone perturbée à 850 km au Nord-Est de la Réunion. Le Mauritius Meteorological Services, a émis, le 28 décembre à 13h UTC, une alerte cyclonique de classe I, suivie par le CMRS de la Réunion qui a émis une pré-alerte cyclonique alors que 04 devenait une dépression tropicale le 29 à 00h UTC. A 12h UTC, le système a été baptisé Calvinia par les services météorologiques de Maurice, et ces derniers placèrent Maurice en alerte de classe II. Le lendemain à 00h UTC, le MMS a placé Maurice en alerte de classe III alors que Calvinia se renforçait et était à 120 km à l'Est de Mahébourg. Six heures plus tard, Calvinia se rapprochait de Maurice et était à 70 km de Blue Bay et devenait une forte tempête tropicale avec des vents sur 10 minutes de 95 km/h, des rafales de 130 km/h, une pression minimale de 982 hPa, ainsi qu'une vitesse de déplacement quasi-nulle.
Le MMS émit un bulletin d'alerte de classe III le 30 décembre à 9 h UTC, Calvinia affectant toujours la région. Peu de temps après, le système a commencé à s'éloigner de Maurice, la tempête s'est encore intensifiée en une tempête équivalente à un ouragan de catégorie 1 et un autre œil a commencé à apparaître sur l'imagerie satellite le 31 décembre. Peu de temps après, le CMRS a également reclassé Calvinia en cyclone tropical. Peu de temps après son intensification, la tempête s'est accélérée vers le sud-ouest et s'est considérablement affaiblie le 1er janvier. En conséquence, le CMRS a émis un bulletin reclassant le système en dépression extra-tropicale dès 12 h UTC. Le centre a émis son dernier bulletin le 2 janvier à 6 h UTC pour l'ex-Calvinia.
Le centre de Calvinia est passé au plus près à 60 km de Maurice le 31 décembre. Des conditions orageuses se sont acharnées sur l'île pendant presque 24 heures, provoquant des inondations dans certaines régions et les vents ont causé des pannes de courant qui ont touché 6 000 familles à Union Vale et Ferney. Plusieurs services clés à Maurice furent fermés, dont l'aéroport international Sir-Seewoosagur-Ramgoolam et le port de Port-Louis au milieu de la haute saison touristique du pays, suspendant le commerce extérieur avec Maurice. La Bourse de Maurice a suspendu ses opérations et la plupart des autres magasins et entreprises de Port-Louis ont également fermé. Les centres de secours à Maurice, ouverts depuis le déclenchement de l'alerte de classe III, ont accueilli 298 réfugiés pendant la tempête, avec un total de 168 centres ouverts. Calvinia a ainsi coûté 1 milliard de roupies (environ 25 millions d'euros) à l'économie mauricienne, surtout en pertes économiques.   
Les pluies ont aussi provoqué des inondations dans le sud de la Réunion, bloquant les routes à Saint-Louis et à L'Étang-Salé. La tempête a également causé des dommages mineurs sur l'île, abattant des arbres et des lignes électriques. La compagnie de distribution d'eau Sudéau a signalé plusieurs incidents à son réseau de distribution pendant la tempête. Une accumulation totale de 325 mm de pluie fut enregistrée à Dimitile, tandis qu'une rafale de vent maximale de 122 km/h a été mesurée dans la Plaine des Cafres.

### Dépression tropicaleCinq
À la mi-janvier 2020, un Talweg de Mousson a commencé à produire une convection persistante sur l’océan Indien sud-ouest, près de l’archipel des Chagos,. Une circulation de vent élargie s’est lentement développée dans cette zone propice aux tempêtes, se déplaçant vers le sud-est,. Le CMRS de la Réunion a classé le système comme zone perturbée le 19 janvier et a commencé à émettre des bulletins 2 jours plus tard. En raison du fort cisaillement du vent et de la convergence à faible altitude, les conditions étaient défavorables à une quelconque intensification. Pourtant, 05 s'est intensifiée en une dépression tropicale, avec des vents de 55 km/h sur 10 minutes et une pression minimale de 999 hPa. Finalement, les conditions devenaient totalement défavorables, et le CMRS de la Réunion a émis son dernier bulletin sur ce système le 23 janvier à 06h UTC. 

### Forte tempête tropicaleDiane
Le 18 janvier, le CMRS de la Réunion a commencé à suivre dans ses bulletins quotidiens une zone suspecte située sur l'Afrique, mais qui pourrait émerger dans le canal du Mozambique. Cette probabilité est demeurée la même les jours suivants mais le 22 janvier, le CMRS commençait son émission de bulletins pour la zone perturbée 06 située dans le Canal du Mozambique qui représentait une menace pour Madagascar car sa trajectoire était plein Est.
Météo-Madagascar a émis un bulletin d'alerte Rouge pour de fortes pluies et des vents violents en prévision de l'arrivée de la zone perturbée pour les régions de Boeny, Betsiboka et Alaotra-Mangoro. La pré-Alerte cyclonique Jaune a été déclenchée le 23 janvier à 6 h UTC pour la Réunion, notamment dû au fait que lorsque le système devait émerger sur l'océan Indien avec une trajectoire plein Est qui rapprocherait la Zone perturbée 06 des îles Sœurs. À 12 h UTC, le service météo de l'île Maurice a émis un bulletin de cyclone de classe I pour ce pays, alors que la Zone perturbée a émergé à la même heure et se trouvait à 750 km de ses côtes, ainsi qu'à 565 km de celles de la Réunion. A 18h UTC, le préfet de la Réunion a placé l'île en alerte Orange cyclonique en raison des fortes pluies, et le MMS a placé Maurice en alerte II cyclonique le 24 janvier à 00h UTC. Les autorités ont donc ordonné la fermeture des écoles, comme est la procédure. 
Le système a ensuite commencé à se consolider lentement, MFR le transformant en dépression tropicale puis en tempête tropicale modérée nommée Diane le 24 janvier. Ainsi, le même jour à 15h UTC, le MMS a placé Maurice en alerte III car la trajectoire devait amener Diane à environ 50 km au nord des côtes. L'aéroport international Sir-Seewoosagur-Ramgoolam a donc logiquement fermé ses portes pendant 19 heures, le temps de l'alerte 3. Finalement, Diane est passé à 40 km au nord de Cap Malheureux, Maurice évitant les vents les plus forts concentrés dans la partie nord de la tempête. Diane a commencé à accélérer, et a continué à s'intensifier, devenant, le 26 janvier à 00h UTC, une forte tempête tropicale avec des vents de 95 km/h sur 10 minutes et une pression minimale de 980 hPa. Mais finalement, Diane est devenue extra-tropicale le 26 janvier à 12h UTC, et le CMRS a émis son dernier bulletin.

Les pluies torrentielles ont provoqué des crues impressionnantes le long de la trajectoire sur Madagascar, notamment le long du fleuve Betsiboka. Au 27 janvier, on dénombrait parmi les personnes victimes des inondations à Madagascar, 35 morts, 10 disparus, 126 500 sinistrés, plus de 16 000 déplacés et 67 écoles ont été détruites laissant 6 600 écoliers sans classe. Le président malgache Andry Rajoelina venu aidé les secouristes et a demandé l'aide internationale pour venir en aide au peuple de Madagascar,.

### Tempête tropicale modéréeEsami
Le 23 janvier, une circulation cyclonique de bas niveau s'est développée sur les Mascareignes, entre l'affaiblissement de la dépression tropicale 05 et la perturbation tropicale 06 (Diane plus tard). La circulation s'est affirmée au cours des douze heures suivantes avec une convection croissante, conduisant le centre de La Réunion à désigner le système comme dépression tropicale 07 le 24 janvier. Poursuivant son intensification, le système est devenu la tempête tropicale modérée Esami le 25 janvier à 0 h UTC. Mais finalement, Esami est devenu extra-tropical le 26 janvier à 12h UTC, et le CMRS a émis son dernier bulletin.

### Tempête tropicale modéréeFrancisco
Vers la fin de janvier, un creux de mousson actif dominait une grande partie du sud-ouest de l'océan Indien au nord-est de Madagascar. Dès 1er févrierle CMRS de la Réunion soulignait une possibilité de cyclogénèse tropicale. Une zone de convection plus cohérente avec une rotation mal définie environ à 900 km au sud-est des Seychelles était particulièrement surveillée. La consolidation fut lente mais le 3 février, elle fut déclarée une zone perturbée. Celle-ci devint une nouvelle tempête modérée, le 8e système de la saison, et fut baptisée Francisco le 5 février.
Le cisaillement vertical du vent et une injection d'air sec dans les niveaux moyens de la troposphère a bientôt commencé à affecter la tempête tropicale déplaçant de la majeure partie de la convection profonde de Francisco vers le sud-est, loin du centre de circulation. Le système a été rétrogradé à une zone de temps perturbé le 6 février alors que le centre de circulation devenait de plus en plus difficile à identifier. Des conditions atmosphériques défavorables sont restées en place pendant la majeure partie de la journée mais une atténuation du cisaillement du vent a permis un certain maintien de la convection. Le 7 février, le système s'est dissipé en se dirigeant vers l'ouest, les restes convectifs passant au nord de Maurice le 11 février.
Le 13 février, le système s'est réactivé pour redevenir une dépression tropicale en arrivant près de Madagascar et le CMRS de La Réunion a repris ses bulletins. Tôt le 15 février, Francisco est redevenu une tempête tropicale modérée mais a ensuite touché la côte près de Mahanoro puis est entré dans les terres en redescendant au niveau de dépression. Le système s'est ensuite dissipé en traversant vers la côte ouest de Madagascar.
La première portion de la tempête ne s'est jamais approchée des terres et n'a causé aucun dommage connu. Cependant, lors de sa réactivation en dépression tropicale, puis tempête, elle a donné de fortes pluies sur l'est de Madagascar et causé des inondations submergeant les routes, en particulier dans la région de Toamasina. Au total, Francisco a provoqué 1000 sinistrés et 1 mort, une fillette de 2 ans dans l’effondrement d'une maison.

### Cyclone tropicalGabekile
Le 12 février, le CMRS a identifié une perturbation tropicale au sud des Maldives. Le même jour, le JTWC a commencé à surveiller le secteur. Le système est resté stationnaire pendant plusieurs jours. Le 14 février, à la suite d'un regain de convection et d'organisation, une alerte à la formation de cyclones tropicaux a été émise par le JTWC. Le lendemain, le CMRS a transformé le système à 1 975 km à l'est de La Réunion, et suivant une trajectoire vers le sud à une vitesse de 15 km/h, en forte tempête tropicale baptisée Gabekile. Le JTWC a également rehaussé le système comme tempête tropicale et a commencé à émettre des avis à ce sujet.
Le 16 février, Gabekile est devenu un cyclone tropical selon le CMRS de La Réunion. Le JTWC l'a aussi rehaussé à l'équivalent de la catégorie 1 de l'échelle de Saffir-Simpson. Le lendemain, le cyclone a ralenti et s'est tourné vers le nord, puis vers l'ouest tout en s'affaiblissant en une tempête tropicale modérée.
Le 18 février, Gabekile est devenu une dépression résiduelle en se dirigeant vers le sud lentement et le CMRS a émis son dernier bulletin. N'ayant rencontrée aucune terre, elle n'a pas causée de dégâts.

### Cyclone tropical intenseHerold
Depuis la début Mars, le CMRS de la Réunion suivait une zone suspecte au Nord des Mascareignes, sa probabilité variant beaucoup de jour en jour en fonction de sa position. Avant de se développer, elle a déjà donné de très fortes quantités de pluie à Maurice, provoquant des inondations et obligeant le Premier ministre Pravind Jugnauth d'annuler les festivités de l'indépendance de Maurice prévues les 11 et 12 mars.  
Le CMRS de la Réunion a émis son premier bulletin concernant la zone perturbée 10 le 12 mars à 12h UTC. A ce moment là, elle se situait à 845 km de la Réunion. La zone perturbée Dix est devenue dépression tropicale le 13 mars à 06h UTC. La dépression tropicale est devenue tempête tropicale modérée Herold baptisée par les services météorologiques de Madagascar, le 13 mars à 18h UTC. Herold reste toutefois stationnaire et provoque des pluies importantes, ce qui fait que Météo Madagascar a placé le district d'Antalaha en alerte verte, suivi le lendemain d'une alerte jaune pour la région Analanjirofo.     
Le lendemain, à la même heure, le CMRS de la Réunion déclarait dans son bulletin que Herold était devenu une forte tempête tropicale, avec des vents soutenus sur 10 minutes de 100 km/h, une pression minimale au centre de 985 hPa, et un déplacement quasi-stationnaire. La trajectoire de Herold, amenant à ce moment précis le météore à moins de 150 km des côtes mauriciennes, a obligé le Mauritius Meteorological Services à déclencher l'alerte cyclonique de classe I le 15 mars à 01h10 UTC, soit 04h10 à Maurice. A 18h UTC, le CMRS de la Réunion déclarait que Herold était devenu un cyclone tropical. En conséquence, dans la nuit du 15 au 16 mars, le MMS a rehaussé le niveau d'alerte à Maurice ainsi qu'à Rodrigues pour passer en alerte 2 sur les deux îles.     
Le 17 mars à 06h UTC, le CMRS de la Rénion déclarait que Herold était devenu un cyclone tropical intense et qu'il avait atteint son pic d'intensité, avec des vents soutenus sur 10 minutes de 175 km/h, des rafales de 250 km/h, et une pression minimale au centre de 957 hPa. S'éloignant rapidement de Maurice, le MMS leva l'alerte 2, mais Herold s'approchant dangereusement de Rogrigues, l'île passa en alerte 3 le 17 à 09h UTC, puis en alerte 4 à 18h UTC, des rafales de plus de 120 km/h ayant été enregistrées : 130 km/h à Pointe Corail, 117 km/h à Pointe Canon. Finalement l'alerte 4 est levée 3 heures plus tard, Herold accélérant vers le sud-est et perdant en intensité car le 18 à 00h UTC, le CMRS de la Réunion déclassifiait Herold en une forte tempête tropicale.     
Finalement, à la mi-journée, le CMRS a émis son dernier bulletin concernant Herold car il avait commencé sa transition extra-tropicale, et le lendemain, Herold était purement tropical.    

A Madagascar, les pluies diluviennes d'Herold ont provoqué des inondations qui ont tué 5 personnes, 1 personne toujours disparue au 20 mars et fait 4 300 sinistrés.

### Cyclone tropical intenseIrondro
À la fin du mois de Mars, le CMRS de la Réunion suivait une zone perturbée près de l’équateur. Le système s’est rapidement organisé sous les bonnes conditions. Le 1er avril, à 06h UTC, il est baptisé Irondro par le Mauritius Meteorological Services est devient la 9e tempête tropicale de la saison. Les deux jours suivants, Irondro s'est intensifié lentement pour atteindre le 4 avril, son pic d'intensité le 4 avril à 06h UTC en devenant un cyclone tropical intense avec des vents soutenus sur 10 minutes de 165 km/h, et une pression minimale de 945 hPa. Par la suite, quelques heures plus tard, Irondo commence un lent affaiblissement. Irondo accélère vers le sud-est, vers les eaux froides de océan Indien sud. Le lendemain, à 06h UTC, il est rétrogradé en une forte tempête tropicale en commençant une transition extra-tropicale. Le prochain jour, il termine sa transition et le CMRS de la Réunion déclare la tempête comme extra-tropicale.  
N'ayant jamais vu une seule terre, le cyclone n'a causé aucun dommage.

### Tempête tropicale modéréeJeruto
Le 13 avril, une dépression en développement est passé du bassin de l'océan Indien sud-est (australien) au bassin de l'océan Indien sud-ouest, alors que les conditions étaient favorables au développement d'un système tropical. Le lendemain, le CMRS de la Réunion indiqua qu'une dépression tropicale s'était développée puis qu'elle est devenue la tempête tropicale Jeruto plus tard en journée. Seulement quelques heures plus tard le système est devenue très désorganisé retombant au rang de dépression tropicale avant de se dissiper le 16 avril.
Le système ayant passé toute sa vie en mer n'a fait aucun dommage.